# Seebach (Deggendorf)
Seebach ist ein Gemeindeteil der Großen Kreisstadt Deggendorf und eine Gemarkung im Landkreis Deggendorf (Niederbayern, Bayern).

## Lage
Das Pfarrdorf Seebach wird vom Seebacher Bach durchflossen, der kurz darauf in die Donau mündet.
Die Gemarkung Seebach mit einer Gesamtfläche von 1507,39 Hektar liegt mit ihrem Gemarkungsteil 0 im Stadtgebiet von Deggendorf und mit dem Gemarkungsteil 1 im Gebiet des Marktes Hengersberg. Auf dem Gemarkungsteil 0 liegen die Deggendorfer Gemeindeteile Bucha, Burgstall, Eichberg, Graben, Grillenberg, Grimming, Halbmeile, Helming, Hintertausch, Hochreut, Kleineichberg, Konseehof, Krösbach, Ledersberg, Oberdorf, Pumpenberg, Scheidham, Seebach und Vordertausch, auf dem Gemarkungsteil 1 liegen die Gemeindeteile Boxbach, Hinterweinberg, Lichtenöd, Oberfrohnstetten, Obersimbach, Unterfrohnstetten, Vorderweinberg und Wessenhof des Marktes Hengersberg.

## Geschichte

### Besitz der Passauer Bischöfe
Vermutlich schenkte bereits im 8. Jahrhundert n. Chr. Herzog Odilo das Gebiet dem Bischof von Passau. Die Donau floss damals viel dichter vorbei; erst als sie ihren Weg weiter nach Süden wandte und hier ein  Altwasser entstand, erhielt die Ortschaft entsprechend dem in den See fließenden Bach den Namen Seebach.
Dieser Name taucht erstmals im Jahr 1073 auf, als Bischof Altmann unter anderem drei Weinberge und einen Fischteich bei Seebach dem von ihm gegründeten Augustinerchorherrenstift St. Nikola schenkte. Im 13. Jahrhundert hatte das Hochstift Passau hier 19 Güter mit einem Maierhof. Seebach bildete damals eine Hofmark mit einem Kämmerer und einem Propst.
Im Jahr 1228 gab Bischof Gebhard die Hofmark Seebach dem Grafen Albert von Bogen zu Lehen. Nach dessen Tod fiel sie an die Wittelsbacher, die sie aber 1262 dem Hochstift zurückgaben. Der Bischof veräußerte die Hofmark an die Ritter von Marsbach, die sie 1308 an das Kloster Niederaltaich verkauften.

### Hofmark des Klosters Niederaltaich

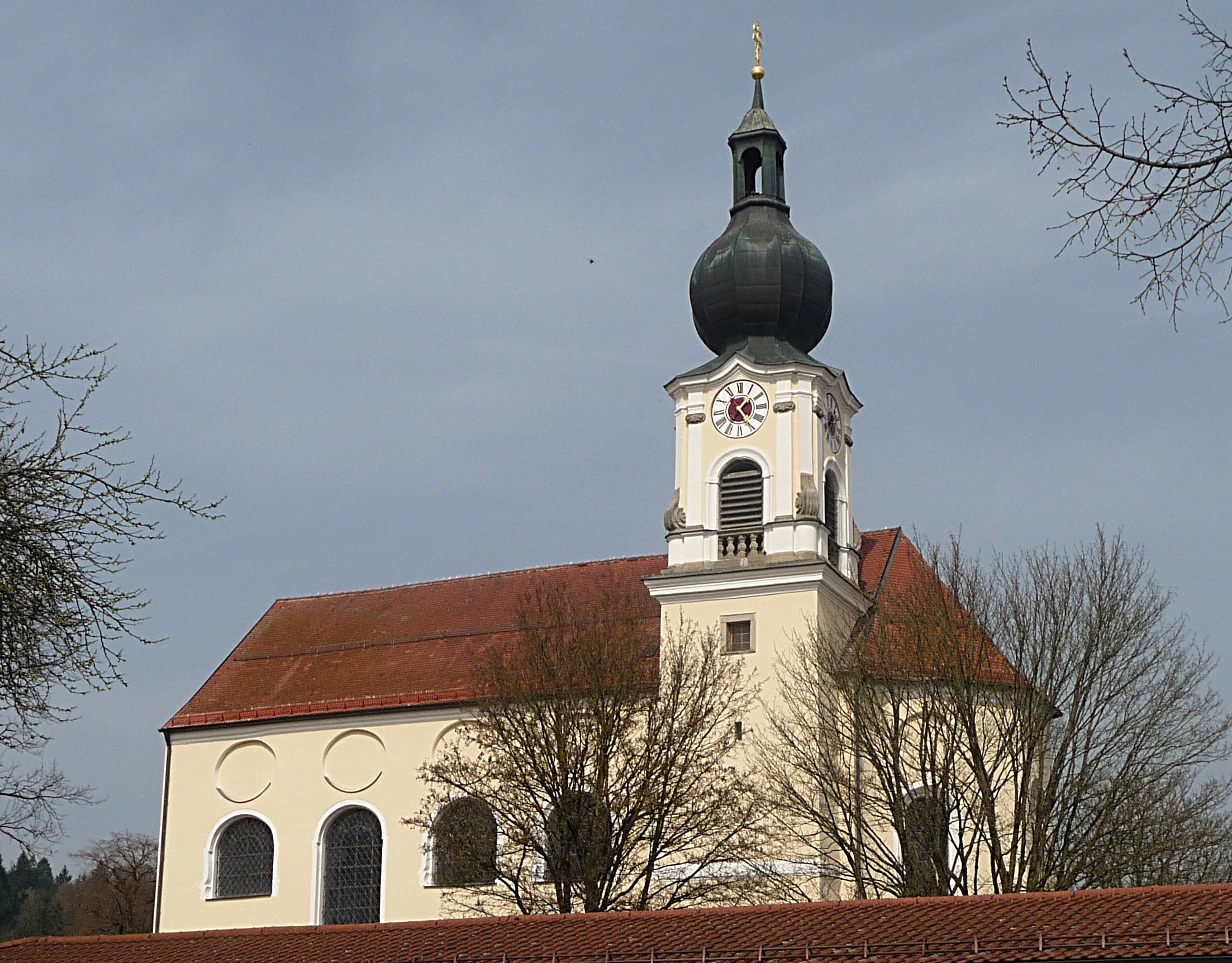
Die Pfarrkirche St. Stephan in Seebach

Die seit Mitte des 13. Jahrhunderts vorhandene Kirche wurde um die Mitte des 14. Jahrhunderts zur Pfarrkirche erhoben. 1598 wird der Name Seebach in einer Grenzbeschreibung erwähnt, worin der Seebach die Grenze zwischen den Landgerichten Deggendorf und Hengersberg und zwischen den Diözesen Regensburg und Passau bezeichnet.
Am 24. Februar 1645 brannte der Pfarrhof ab, wobei sämtliche Pfarrakten verlorengingen. 1735 bis 1737 erbauten Benedikt Schöttl und Andreas Weiß auf der Grundlage des vorhandenen Baues die heutige Pfarrkirche St. Stephanus, die 1776 vollendet wurde. Sie hat eine barocke Ausstattung. Zur Pfarrei Seebach gehört auch die 1779 bis 1782 von Andreas Weiß erbaute Wallfahrtskirche Mater dolorosa in Halbmeile.

### Gemeinde Seebach
Bis zur Säkularisation in Bayern 1803 gehörte die Hofmark Seebach dem Kloster Niederaltaich, allerdings ohne Feudalnexus und Jurisdiktion. Im 19. Jahrhundert blühten in der Umgebung Seebachs der Hanf- und Hirsebau sowie die Obstbaumzucht.
1913 erhielt Seebach mit der Eröffnung der Bahnstrecke Deggendorf–Kalteneck einen Eisenbahnanschluss. Auf der vorhandenen Reststrecke findet seit 1981 nur noch Güterverkehr statt.
Die Gemeinde Seebach bestand aus den Gemeindeteilen Boxbach, Bucha, Burgstall, Eichberg, Graben, Grillenberg, Grimming, Halbmeile, Helming, Hintertausch, Hinterweinberg, Hochreut, Kleineichberg, Konseehof, Krösbach, Ledersberg, Lichtenöd, Oberdorf, Oberfrohnstetten, Obersimbach, Pumpenberg, Scheidham, Seebach, Unterfrohnstetten, Vordertausch, Vorderweinberg und Wessenhof. Zum 1. April 1976 wurde die Gemeinde Seebach im Zuge der Gemeindegebietsreform aufgelöst. Ihr kleinerer Teil mit Boxbach, Hinterweinberg, Lichtenöd, Oberfrohnstetten, Obersimbach, Unterfrohnstetten, Vorderweinberg und Wessenhof kam zum Markt Hengersberg, der größere Teil wurde nach Deggendorf eingegliedert.

## Wirtschaft
1964 siedelte sich in Seebach das Textilwerk Deggendorf (heute TWD Fibres) an, Handwerk und Landwirtschaft blieben aber die Haupteinnahmequellen. Seit 2015 sind die TWD Fibres im Besitz der Beteiligungsgesellschaft 4K Invest.

## Vereine
- TC Seebach (Tennis, Gründungsjahr: 1967, Mitglieder: 140 (Stand 2016))
- TSV Seebach (Sparten: Fußball und Ski, Gründungsjahr: 1965, Mitglieder: 450 (Stand 2017, Vereinsfarben: rot-schwarz))

1. Herrenmannschaft: Landesliga